# Canton de Carcassonne-Sud
Le canton de Carcassonne-Sud, appelé également Carcassonne 2e Canton-Sud, est une ancienne division administrative française, située dans le département de l'Aude.

## Représentation
| Période | Période | Identité                  | Étiquette | Qualité |
| ------- | ------- | ------------------------- | --------- | --- |
| 1998    | 2015    | Alain Tarlier (1948-2023) | PS        | Avocat Adjoint au maire de Carcassonne (2009-2014) Conseiller municipal depuis 1989 Vice-Président du Conseil Général Président de Carcassonne Agglo (2009-2014) |

Le canton avait été créé en 1997 par une scission de l'ancien canton de Carcassonne 2 (ouest).

## Composition
Le canton de Carcassonne-Sud se composait d’une fraction de la commune de Carcassonne. Il comptait 9 968 habitants (population municipale) au 1er janvier 2012.
| Nom                     | Code Insee | Intercommunalité     | Population (dernière pop. légale)              |
| ----------------------- | ---------- | -------------------- | ---------------------------------------------- |
| Carcassonne (chef-lieu) | 11069      | CA Carcassonne Agglo | Fraction : 9 968(2012) Commune : 45 941 (2014) |

Quartiers de Carcassonne inclus dans le canton :
- Saint-Jacques
- Le Viguier
- Grèzes
- Salvaza

## Démographie
| 1999  | 2006  | 2011  | 2012  |
| ----- | ----- | ----- | ----- |
| 8 930 | 9 042 | 9 954 | 9 968 |